# Антуан I (князь Монако)
Антуан I (фр. Antoine I; 25 января 1661, Париж — 20 февраля 1731, Монако) — князь Монако с 1701 года. Сын Луи I и его жены Катерины Шарлотты де Грамон.

## Биография
Состоял на французской военной службе. В 1683 году Антонио был назначен лейтенантом в Королевском пехотном полку, а в 1684 — полковником. Отличился во время войны Аугсбургской лиги в сражении при Флёрюсе, осадах Монса и Намюра, получив прозвище «Голиаф».
Был прекрасным музыкантом, дирижировал оркестром.
Был женат на Марии Лотарингской. Сыновей в браке не имел. Имел несколько незаконнорожденных детей от разных женщин. Один из его незаконнорожденных сыновей — Антуан Гримальди (известный также как «шевалье де Гримальди») — был фактическим правителем Монако в 1732—1784 годах.

## Правление
При Антуане была построена Большая рампа в 1714 году; это была улучшенная дорога, соединяющая Ла-Кондамин к "платформе полуострова". При нём с 1707 по 1708 гг. была построена и укреплена часть княжеского дворца в Монако.
В 1715 году брат Антуана, священник Франсуа-Оноре, отказался от прав на княжеский титул. Наследницей стала старшая дочь — Луиза Ипполита. Для сохранения княжеского титула в семье Гримальди Антуан склонял дочь к браку со своим двоюродным братом, сеньором Антиба. Однако дочь выбрала себе в мужья бретонского дворянина Жака-Франсуа де Гойон-Матийона.